# Kalvgölen (Kråksmåla socken, Småland)
Kalvgölen är en sjö i Nybro kommun i Småland och ingår i Alsteråns huvudavrinningsområde.